# Eremopedes ateloploides
Eremopedes ateloploides är en insektsart som först beskrevs av Andrew Nelson Caudell 1907.  Eremopedes ateloploides ingår i släktet Eremopedes och familjen vårtbitare. Inga underarter finns listade i Catalogue of Life.